# Воеводы равские

Герб Равского воеводства

Воево́да равский — должностное лицо Речи Посполитой. Равское воеводство имело двух сенаторов: воевода и каштелян равские.
| №  | Период      | Имя                             | Даты рождения и смерти | Комментарии |
| -- | ----------- | ------------------------------- | ---------------------- | --- |
| 1  | 1465 — 1467 | Николай из Кутно                | ок.1430—1493           | воевода ленчицкий и генеральный староста великопольский                                                                                             |
| 2  | 1468 — 1489 | Ян Грот из Нового Места         | (ум. до 1489)          | староста равский и воевода плоцкий |
| 3  | 1489 — 1493 | Анджей Szczubioł                |                        | |
| 4  | 1493 — 1496 | Якуб Бучацкий                   |                        | |
| 5  | 1496 — 1504 | Анджей Куцинский                |                        | |
| 6  | 1504 — 1518 | Пётр Предота из Trzciany        |                        | |
| 7  | 1518 — 1519 | Якуб Гостомский                 |                        | |
| 8  | 1519 — 1529 | Анджей Куцинский                |                        | |
| 9  | 1529 — 1542 | Станислав Куцинский             |                        | |
| 10 | 1542 — ?    | Анджей Серпский                 |                        | |
| 11 | 1572 — 1588 | Ансельм Гостомский              | ок.1508—1588           | каштелян вышегрудский (1562) и плоцкий (1654), староста равский (1565—1572)                                                                         |
| 12 | 1588 — ?    | Станислав Гостомский            | ум. 1598               | староста равский и каштелян сохачевский (1572—1588)                                                                                                 |
| 13 | ? — ?       | Войцех Вилькановский            |                        | |
| 14 | 1597 — 1601 | Пётр Мышковский                 |                        | |
| 15 | 1601 — 1618 | Зыгмунд Грудзинский             | ок.1560—1618           | староста иновроцлавский (1613—1617) |
| 16 | 1618—1627   | Станислав Радзиевский           |                        | |
| 17 | 1627—1642   | Филипп Волуцкий                 |                        | |
| 18 | 1642—1644   | Кшиштоф Мартин Суловский        |                        | |
| 19 | 1644—1650   | Анджей Грудзинский              |                        | |
| 20 | 1653—1654   | Лукаш Опалинский                | 1581—1654              | каштелян познанский, маршалок надворный коронный (1622—1634), маршалок великий коронный (1634—1650), староста лежайский                             |
| 21 | 1659 — ?    | Александр Корыцинский           |                        | |
| 22 | 1676        | Ян Войцех Липский               |                        | |
| 23 | 1676        | Иероним Ольшовский              |                        | |
| 24 | 1676—1692   | Александр Залуский              | 1608 — 1693            | каштелян равский (1674—1676) |
| 25 | 1693—1720   | Александр Юзеф Залуский         | 1652—1727              | каштелян равский (1676—1693) |
| 26 | 1720—1735   | Анджей Глебоцкий                |                        | |
| 27 | 1735—1754   | Станислав Винцентий Яблоновский | 1694—1754              | крупный польский магнат, князь Священной Римской империи (с 1744 года), староста швецкий, мендзыжецкий (с 1731 года) и белоцерковский (с 1722 года) |
| 28 | 1754—1757   | Станислав Свидзинский           | 1684—1761              | староста брацлавский (1721), радомский (1730) и литинский (1731), воевода брацлавский (1739—1754)                                                   |
| 29 | 1757—1774   | Казимир Грановский              |                        | |
| 30 | 1774—1789   | Базилий Валицкий                | ок.1750—1802           | хорунжий равский и каштелян сохачевский (1758), каштелян равский (1772—1774)                                                                        |